# Yuya Sano
Yuya Sano (佐野 裕哉 Sano Yuya?, nacido el 22 de abril de 1982 en Shizuoka) es un exfutbolista y actual entrenador japonés que se desempeñaba como centrocampista.

## Trayectoria

### Clubes
| Club                  | País  | Año         |
| --------------------- | ----- | ----------- |
| Tokyo Verdy           | Japón | 2001 - 2003 |
| Shonan Bellmare       | Japón | 2004 - 2005 |
| V-Varen Nagasaki      | Japón | 2006 - 2007 |
| Giravanz Kitakyushu   | Japón | 2008 - 2011 |
| SC Sagamihara         | Japón | 2011 - 2014 |
| FC Maruyasu Okazaki   | Japón | 2015 - 2017 |
| J.FC Miyazaki         | Japón | 2018 - 2020 |
| Cento Cuore Harima FC | Japón | 2020 - 2022 |

## Estadística de carrera

### J. League
| Club                | Año   | J. League | J. League | Copa J. League | Copa J. League | Total | Total |
| Club                | Año   | Part.     | Goles     | Part.          | Goles          | Part. | Goles |
| ------------------- | ----- | --------- | --------- | -------------- | -------------- | ----- | ----- |
| Tokyo Verdy         | 2001  | 0         | 0         | 0              | 0              | 0     | 0     |
| Tokyo Verdy         | 2002  | 7         | 0         | 3              | 0              | 10    | 0     |
| Tokyo Verdy         | 2003  | 2         | 0         | 0              | 0              | 2     | 0     |
| Shonan Bellmare     | 2004  | 26        | 3         | -              | -              | 26    | 3     |
| Shonan Bellmare     | 2005  | 19        | 2         | -              | -              | 19    | 2     |
| Giravanz Kitakyushu | 2010  | 31        | 2         | -              | -              | 31    | 2     |
| Giravanz Kitakyushu | 2011  | 2         | 0         | -              | -              | 2     | 0     |
| SC Sagamihara       | 2014  | 27        | 1         | -              | -              | 27    | 1     |
| Total               | Total | 114       | 8         | 3              | 0              | 117   | 8     |